# Бартенева, Прасковья Арсеньевна
Праско́вья Арсе́ньевна Барте́нева (1811―1872) ― русская салонная певица.

## Биография
Родилась 25 (13) ноября 1811 года в Санкт-Петербурге в обедневшей дворянской семье. Отец — курский военный губернатор Арсений Иванович Бартенев (1780—1861), мать — Федосья Ивановна Бутурлина (1790—1835). Сестра Мария (1816—1870), фрейлина двора, была замужем за Дмитрием Ивановичем Нарышкиным (1812—1866). Прасковья получила разностороннее музыкальное образование и с 1824 (в некоторых источниках 1830) она начала выступать на светских балах и вскоре стала широко известна в северной столице и в Москве. С 1835 года Бертенева была произведена в камер-фрейлины и придворные певицы.
Прасковья Бартенева обладала редким по красоте и силе голосом «металлического» тембра и обширного диапазона (сопрано). Её исполнение отличалось высоким вокальным мастерством и музыкальной культурой. Репертуар включал романсы русских композиторов (в том числе посвященные ей романсы и песни Александра Егоровича Варламова «Вдоль по улице», «Сяду ль я на лавочку» и др.), русские народные песни, а также арии из опер итальянских композиторов.
В 1830 году певица Прасковья Бертенева исполнила романс «Соловей» Александра Алябьева в концерте на балу в Москве в честь знаменитой немецкой оперной певицы Генриетты Зонтаг. Современники называли Бартеневу «русская Зонтаг». Красота и проникновенность пения Прасковьи вызывали восхищение слушателей, что нашло отражение в творчестве её современников — поэтов и композиторов. С 1832 года она была знакома с поэтом Александром Пушкиным. В 1830 году Михаил Лермонтов посвятил певице новогодний мадригал:

Скажи мне, где переняла
Ты обольстительные звуки,
И как соединить могла
Отзывы радости и муки?..
Премудрой мыслию вникал
Я в песни ада, в песни рая,
Но что ж! — нигде я не слыхал

Того, что слышал от тебя я.— Лермонтов M. Ю. Полн. собр. соч. — М., 1906. С. 20
С 1834 года более 20 лет Прасковья Бертенева сохраняла дружеские отношения с Михаилом Глинкой, который разучивал с ней свои романсы, она стала также первой исполнительницей (в концерте 23 марта 1838 года) каватины Людмилы из его оперы «Руслан и Людмила».
Умерла Прасковья Бартенева в Санкт-Петербурге 24 января (5 февраля) 1872 года. В 1962 году в журнале «Советская музыка» опубликованы письма Варламова к Бартеневой.